# Bupalus nigricans
Bupalus nigricans là một loài bướm đêm trong họ Geometridae.